# ÖBB 2143 sorozat
Az ÖBB 2143 sorozat az ÖBB egyik B'B' tengelyelrendezésű dízelmozdony-sorozata. Összesen 77 darabot gyártott belőle az Simmering-Graz-Pauker 1964 és 1977 között.

## Képek

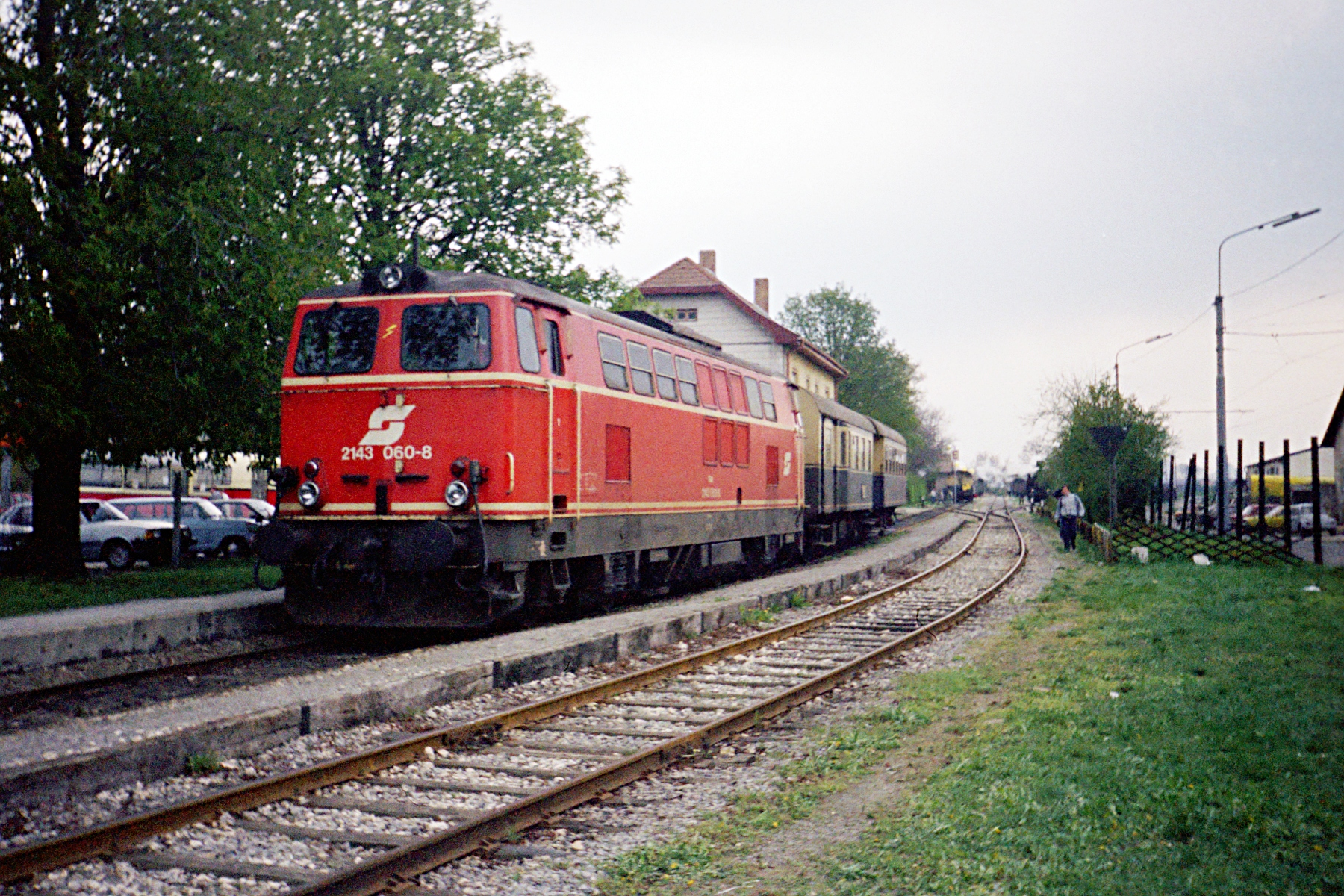
2143 Stammersdorfban
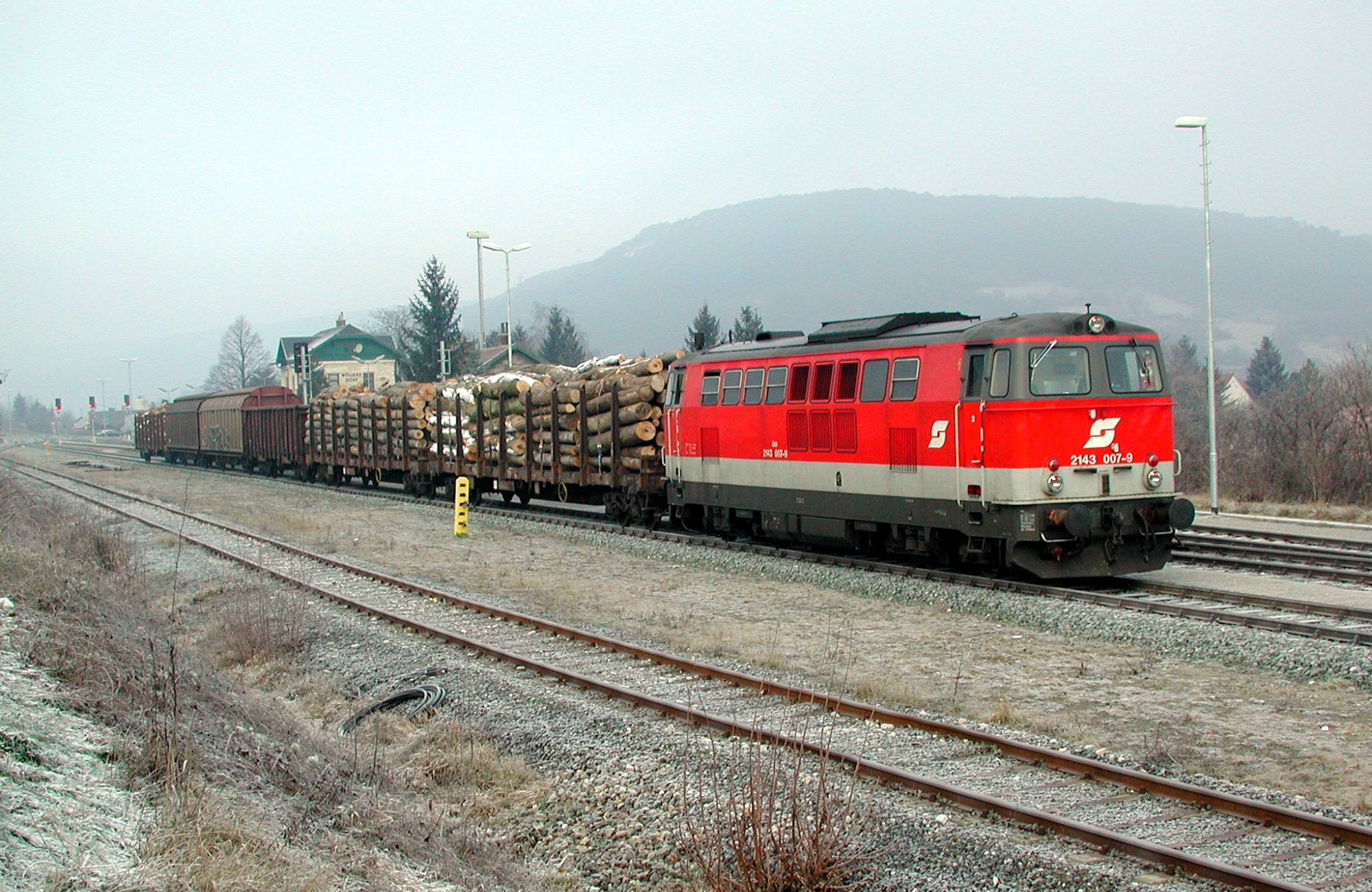
2143 egy tehervonattal
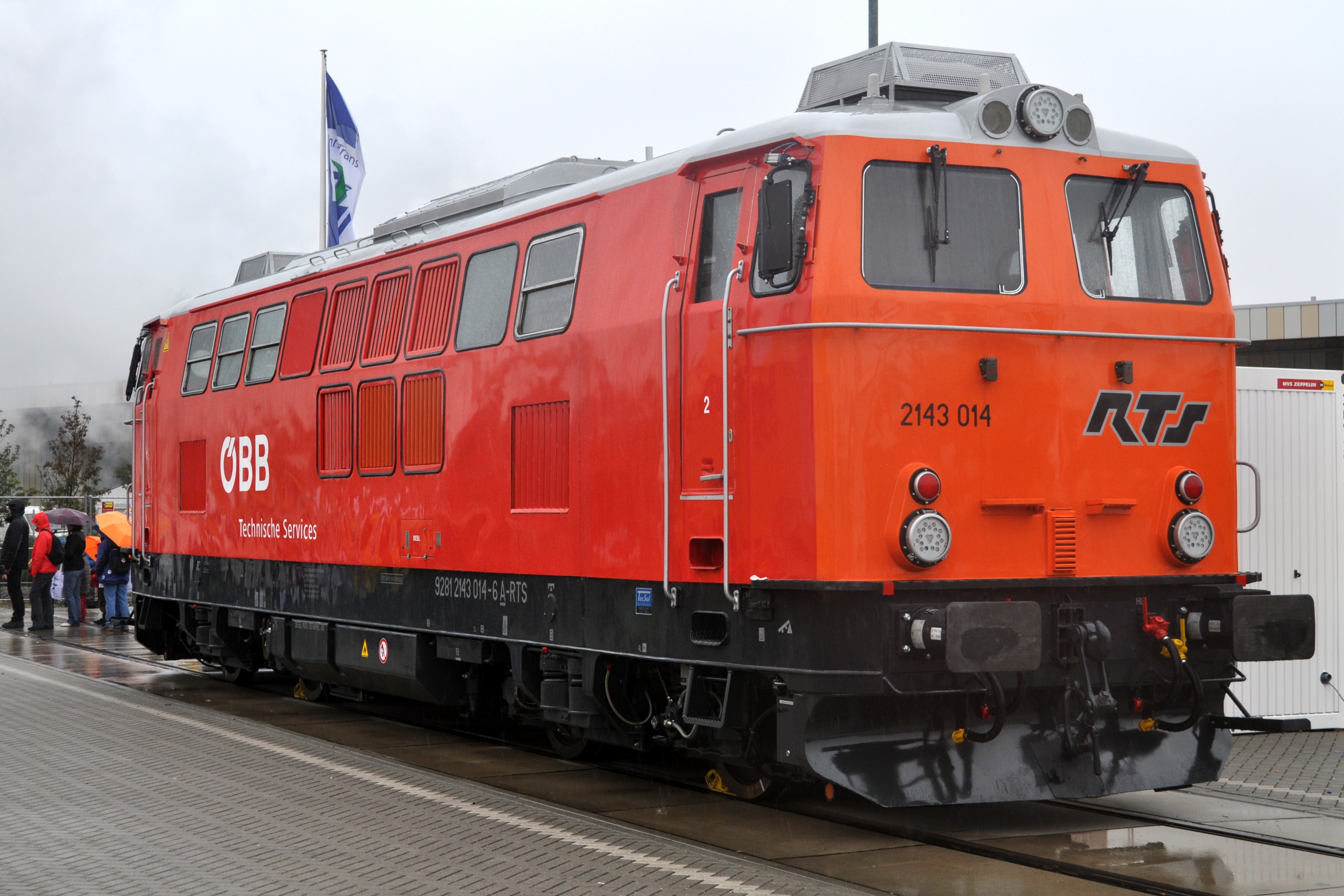
RTS 2143 014-6 az InnoTrans 2010-es kiállításon